# Route 616 (Nouveau-Brunswick)
Pour les articles homonymes, voir Route 616.
La route 616 est une route locale du Nouveau-Brunswick située dans l'ouest de la province, entre Nackawic et Fredericton. Elle traverse une région principalement agricole. De plus, elle mesure 13 kilomètres, et est pavée sur toute sa longueur.

## Tracé
La 616 débute à Zealand, sur la route 104, tout près de Morehouse Corner. La 616 commence par se diriger vers le sud-est en suivant les berges du bassin de Mactaquac, en traversant notamment Keswick Ridge. Elle devient ensuite parallèle à la route 105, et ce pendant une courte distance avant qu'elle se termine sur cette même route, à McKeens Corner. 

## Intersections principales
| route 616    |                  |     |                                                     |                          |
| Comté        | Location         | km  | Intersection/Destinations                           | Notes                    |
| Comté d'York | Zealand          | 0   | R-104, Keswick, Millville, Hartland                 | extrémité nord de la 616 |
| Comté d'York | Tripp Settlement | 7   | Cemin Holyoke nord, Tripp Settlement, Keswick       |                          |
| Comté d'York | Keswick Ridge    | ~11 | chemin Rocky ouest, vers R-105, Mactaquac, Nackawic |                          |
| Comté d'York | McKeens Corner   | 13  | R-105, Nackawic, Woodstock, Fredericton             | extrémité sud de la 616  |